# محمود أبو الرجال
{{حكم كرة قدم
|الاسم الكامل=محمود أحمد كامل أبو الرجال
|تاريخ الولادة= 
محمود أحمد كامل أبو الرجال هو حكم مساعد مصري. وهو مدرج في قائمة الحكام الدوليين للفيفا منذ عام 2015.

## مسيرته
كمساعد، كان يغطي المباريات في الدوري المصري الممتاز منذ موسم 2019–20 على الأقل. كما شارك كحكم تقنية فيديو في كأس الكونفيدرالية الإفريقية. كان الحكم المصري الوحيد الذي شارك في كأس العالم 2022 و إنضم إلى قائمة المساعدين.

## روابط خارجية
- محمود أبو الرجال  على سكروي